# 오사후네정
오사후네정(長船町)은 오카야마현 남부에 있던 오쿠군의 정이다. 2004년 6월 11일에 오쿠군 오쿠정 ・우시마도정과 신설합병해 세토우치시가 되어, 정사무소는 세토우치 시청 나가후네 지소로 되어 있다.

## 역사
- 1889년 6월 1일 - 정촌제 시행에 의해 오쿠군 고쿠부촌, 미유키촌이 발족하였다.
- 1955년 3월 31일 - 미와촌, 고쿠부촌, 미유키촌이 합병해 오사후네정이 발족하였다.
- 2004년 11월 1일 - 오쿠정, 우시마도정과 합병해 세토우치시가 되어, 동일 오사후네정은 폐지되었다.

## 교통

### 철도
- 서일본 여객철도
  - 아코선

### 도로
- 국도 2호선
- 국도 제250호선 (일본)(일본어판)